# Ctenodontina carrerai
Ctenodontina carrerai là một loài ruồi trong họ Asilidae. Ctenodontina carrerai được Hull miêu tả năm 1958. Loài này phân bố ở vùng Tân nhiệt đới.